# Ernst Rückert

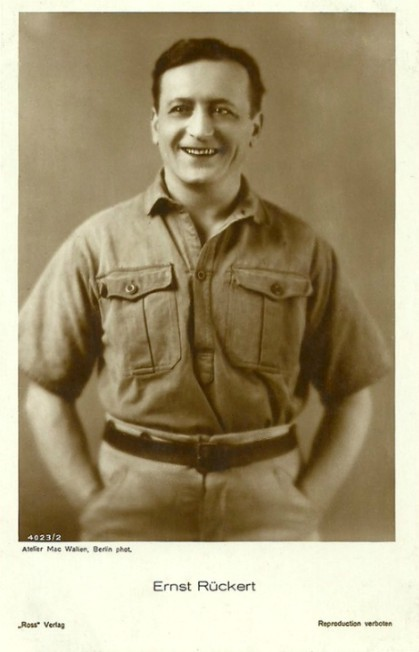
Ernst Rückert (um 1929)

Ernst Rückert (* 20. Dezember 1886 in Berlin; † Anfang September 1945 in Berlin; gebürtig Anton Ernst Rücker) war ein deutscher Schauspieler.

## Leben
Rückert begann seine Theaterkarriere 1908 und stand unter anderem in Bleicherode, Königsberg und Kiel auf der Bühne. 1910 trat er ein Engagement am Luisentheater in Berlin an.
Ab 1910 war er ein gefragter Stummfilmschauspieler, anfangs durchweg in Hauptrollen. 1912 spielte er in dem Film In Nacht und Eis den Ersten Offizier der Titanic. Von 1914 bis 1917 nahm er am Ersten Weltkrieg teil. Danach setzte er seine Filmlaufbahn fort und erhielt weiterhin Hauptrollen und wichtige Nebenrollen.
In den 1930er Jahren wurde Rückert beim Film zum Chargendarsteller, und auch beim Theater erhielt er nur noch selten Engagements wie 1933 an der Naturbühne Märkisches Museum. 1940 wurde er eingezogen, in der Spielzeit 1941/42 war er als Schauspieler und Regisseur am Berliner Tourneetheater Gastspieldirektion IX verpflichtet. Zuletzt wurde er dem K.d.F.-Fronttheater zugeteilt.
Rückert erhängte sich wenige Monate nach Ende des Zweiten Weltkrieges in seiner Wohnung in Berlin. Er wurde am 3. September 1945 tot aufgefunden.

## Filmografie (Auswahl)
- 1910: Das vierte Gebot
- 1912: Die gelbe Rasse
- 1912: In Nacht und Eis
- 1913: Fabrik-Marianne
- 1913: Zwischen Himmel und Erde
- 1914: Der Flug zur Westgrenze
- 1915: Kaliber fünf Komma zwei
- 1918: Saferndri, die Tänzerin von Dschiapur
- 1919: Der Würger der Welt
- 1919: Die Maske
- 1920: Alkohol
- 1920: Das ausgeschnittene Gesicht
- 1920: Romeo und Julia im Schnee
- 1920: Der Ochsenkrieg
- 1920: Der Hirt von Maria Schnee
- 1921: Der müde Tod
- 1923: Das Abenteuer von Sagossa
- 1923/25: Der Schrecken der Westküste
- 1924: Zalamort
- 1924: Malva
- 1924: Der gestohlene Professor
- 1925: Im Namen des Kaisers
- 1925: Aschermittwoch
- 1925: Das alte Ballhaus (2 Teile)
- 1925: Wallenstein
- 1925: Bismarck, 1. Teil
- 1926: Familie Schimek
- 1926: Der Liebe Lust und Leid
- 1926: Trude, die Sechzehnjährige
- 1926: Herbstmanöver
- 1926: Das Geheimnis von St. Pauli
- 1926: Nixchen
- 1926: Die elf Schill’schen Offiziere
- 1926: An der Weser
- 1926: Das war in Heidelberg in blauer Sommernacht
- 1927: Das gefährliche Alter
- 1927: Das Mädchen aus Frisco
- 1927: Petronella
- 1927: Ein Tag der Rosen im August … da hat die Garde fortgemußt
- 1927: Die Hochstaplerin
- 1927: Lützows wilde verwegene Jagd
- 1927: Luther – Ein Film der deutschen Reformation
- 1928: Dornenweg einer Fürstin
- 1928: Ich hatte einst ein schönes Vaterland
- 1929: Es war einmal ein treuer Husar
- 1929: Die Garde-Diva
- 1929: Rosen blühen auf dem Heidegrab
- 1929: Was eine Frau im Frühling träumt
- 1929: Sturm auf drei Herzen
- 1930: Namensheirat
- 1930: Man schenkt sich Rosen, wenn man verliebt ist
- 1931: Dienst ist Dienst
- 1932: Marschall Vorwärts
- 1932: Die elf Schill’schen Offiziere
- 1933: Höllentempo
- 1933: Liebesfrühling
- 1934: Jede Frau hat ein Geheimnis
- 1934: Die Reiter von Deutsch-Ostafrika
- 1934: Zu Straßburg auf der Schanz
- 1934: Ein Mädchen mit Prokura
- 1935: Petersburger Nächte. Walzer an der Newa
- 1935: Laßt Blumen sprechen
- 1935: Der blaue Diamant
- 1935: Der höhere Befehl
- 1935: Ein idealer Gatte
- 1935: Der mutige Seefahrer
- 1936: Im Trommelfeuer der Westfront
- 1939: Parkstraße 13